# Blood Stained Love Story
Blood Stained Love Story – piąty album amerykańskiego zespołu Saliva.

## Lista utworów
1. Ladies and Gentlemen
2. Broken Sunday
3. Never Gonna Change
4. King of the Stereo
5. One More Chance
6. Going Under
7. Twister
8. Black Sheep
9. Starting Over
10. Here with You
11. Is It You? (utwór dodatkowy)
12. Write Your Name (utwór dodatkowy)